# Chezala carella
Chezala carella is een vlinder uit de familie van de sikkelmotten (Oecophoridae). De wetenschappelijke naam van de soort werd in 1864 als Oecophora carella gepubliceerd door Francis Walker.